# ミッキー・アリソン
ミッキー・アリソン（Micky Arison、1949年 - ）は、アメリカ合衆国の実業家で、世界最大規模の客船企業カーニバル・コーポレーションのCEO。NBAのチームマイアミ・ヒートの所有者としても知られる。
マイアミ大学を中退もしくは休学。フロリダ州のマイアミを定住地とし、ロングアイランドやイスラエルにも住居を持つ。
富豪であり、フォーブスの発表による世界長者番付の2006年度版の結果においては、世界で第62番目の長者に比定されている。